# 뱅스산다람쥐
뱅스산다람쥐(Syntheosciurus brochus)는 다람쥐과에 속하는 설치류의 일종이다. 뱅스산다람쥐속(Syntheosciurus)의 유일종이다. 코스타리카와 파나마에서만 서식하는 거의 알려지지 않은 나무 다람쥐이다. 해발 1,900m와 2,600m 사이 고도의 산악 우림에서 발견될 수 있고, 주로 나무 상부에서 살지만 숲 바닥에서도 발견된다. 서식지 중의 하나는 사람이 거의 접근할 수 없는 코스타리카 포아스 화산 정상의 클루시아속(Clusia) 식물 숲 속이다.